# 聖佩拉約
聖佩拉約是哥倫比亞的城鎮，位於該國西北部，由科爾多瓦省負責管轄，距離首府蒙特里亞30公里，始建於1772年5月6日，面積451平方公里，海拔高度8米，2005年人口39,259。

## 外部連結
- （西班牙文） Gobernacion de Cordoba - San Pelayo[永久]
- （西班牙文） San Pelayo official website

8°58′N 75°51′W / 8.967°N 75.850°W